# Chigi-kápolna
A római Santa Maria del Popolo templomban álló Chigi-kápolnát Raffaello építette Alessandro Chigi és fivére számára. 1656-ban alakította át Giovanni Lorenzo Bernini; a teljes berendezés az ő munkája.

## Története
II. Gyula pápa 1507-ben engedélyezte, hogy barátja, az ismert sienai bankár Agostino Chigi kápolnát rendezhessen be családjának a templomban. Chigi az északi oldal második kápolnáját vette meg; a tervezéssel és a berendezéssel is Raffaello Sanziót bízta meg. Ő egy nyolcszögletű, mozaikokkal díszített falú helyiséget tervezett; ennek kialakítását 1512-ben kezdték el. 1516-tól 1522-ig a munkákat Raffaello tervei alapján Lorenzetto folytatta. A mozaikok fő témája formailag a feltámadás volt, tartalmilag a kereszténység és az antik kultúra egysége.
Agostino Chigit a félkész kápolnában temették el 1520. április 11-én, alig pár nappal Raffaello halála után. Chigi özvegye, Francesca Ordeasca a korábbi elképzelésektől némileg eltérő mozaikokat rendelt a kupoladobba és a csegelyekbe a kor ismert mesterétől, Luigi da Pacétől 1520. május 31-én. November 11-én azonban ő is meghalt, és ezzel a munkálatok átmenetileg megakadtak, amíg 1521-ben Agostino öccse, Sigismondo Chigi meg nem bízta Lorenzettót a mozaikok folytatásával. A munka azonban továbbra is lassan haladt, és amikor 1526-ban Sigismondo is meghalt, végképp le is állt.
1573-ban Lorenzo Chigi is meghalt; őt is félkész kápolnában helyezték nyugalomba. Örökösei elköl6töztek Rómából, és következő csaknem fél évszázadban nem nyúltak a kápolnához. 1624-ben behozták Antonio Gentile Pallavicini bíboros szobrát, és a bal oldali fal előtt állították fel. 1626-ban látogatott el először a kápolnába Lorenzo Chigi dédunokája, Fabio, és azt méltatlanul elhanyagolt állapotban találta.
Fabiót 1652. március 12én nevezték ki bíborossá és a bazilika főpapjává, ő pedig megbízta Giovanni Lorenzo Berninit a családi kápolna befejezésével. Bernini:
- befejezte a piramisokat,
- lerakta a jelenleg is látható padlózatot,
- elkészítette az oltárt,
- kissé megnagyította az ablakokat,
- felújította a tetőszerkezetet és
- az aranyozásokat.

A Raffaello Vanni által készített festett fatáblákat a sírok fölötti lunettákba helyezte át. 1656 és 1661 faragta ki a kápolna jellegét alapvetően meghatározó két szoborcsoportot:
- Dániel és az oroszlán,
- illetve Habakuk és az angyal.

1682–1688 között a kápolnát részlegesen felújították.

## Berendezése
Habakuk és az angyal jelenete Dániel könyvének azt a részét idézi fel, amelyben egy angyal Babilonba viszi Habakuk prófétát, hogy segítsen az oroszlánverembe dobott  Dánielnek. Azt a pillanatot látjuk, amelyben az angyal a hajánál fogva felemeli Habakukot, hogy magával vigye.
Dániel szobra a kápolna egyik fülkéjében látható.
A kápolna padlóján csontvázat formáló mozaik rejti a családi sírbolt bejáratát.
A kápolnában többhelyütt is feltűnik a Chigi család címere hat heggyel és egy csillaggal. A háromszög alakba rendezett hegyek lehettek a piramis alakú díszek ihletői.

## A művészetekben
Ez a kápolna Dan Brown: Angyalok és démonok című regényének egyik fontos helyszíne.

## Fordítás
- Ez a szócikk részben vagy egészben  a   Chigi Chapel című angol Wikipédia-szócikk ezen változatának fordításán alapul.  Az eredeti cikk szerkesztőit annak laptörténete sorolja fel. Ez a jelzés csupán a megfogalmazás eredetét és a szerzői jogokat jelzi, nem szolgál a cikkben szereplő információk forrásmegjelöléseként.